# 20 de Noviembre, Sabanilla
20 de Noviembre är en ort i Mexiko.   Den ligger i kommunen Sabanilla och delstaten Chiapas, i den sydöstra delen av landet, 700 km öster om huvudstaden Mexico City. 20 de Noviembre ligger 708 meter över havet och antalet invånare är 368.
Terrängen runt 20 de Noviembre är bergig. Runt 20 de Noviembre är det ganska tätbefolkat, med 96 invånare per kvadratkilometer. Närmaste större samhälle är Simojovel de Allende, 10,1 km sydväst om 20 de Noviembre. Trakten runt 20 de Noviembre består till största delen av jordbruksmark.